# Henrik Ohlmeyer
Henrik Ohlmeyer (ur. 11 lutego 1946 w Bischofsgrün) – niemiecki skoczek narciarski, olimpijczyk (1968), zwycięzca Tygodnia Lotów Narciarskich (1965).
W latach 1963–1971 regularnie występował w zawodach Turnieju Czterech Skoczni. Trzykrotnie uplasował się w czołowej dziesiątce pojedynczych konkursów – 3 stycznia 1965 w Innsbrucku i 1 stycznia 1966 w Garmisch-Partenkirchen był siódmy, a 6 stycznia 1966 w Bischofshofen dziewiąty. Najlepszy rezultat w klasyfikacji generalnej cyklu osiągnął w sezonie 1965/1966, zajmując piąte miejsce. Ponadto w sezonie 1964/1965 był trzynasty.
W 1965 roku zwyciężył w Tygodniu Lotów Narciarskich na Kulm. W 1965 roku w Chamonix i w 1966 roku w Ponte di Legno zwyciężył w Kongsberg Cup & Trophy. Został w ten sposób drugim w historii skoczkiem, po Seppie Bradlu, który triumfował w tych zawodach dwa razy z rzędu.
W lutym 1966 roku wystąpił na mistrzostwach świata w Oslo, podczas których w konkursach skoków zajął 23. miejsce na skoczni normalnej i 33. na dużej. W lutym 1968 roku wziął udział w igrzyskach olimpijskich w Grenoble. W konkursie skoków na obiekcie normalnym był 28., a na skoczni dużej zajął 33. miejsce.

## Osiągnięcia

### Igrzyska olimpijskie
| Miejsce | Data           | Miejscowość | Skocznia  | Konkurs | Skok 1 | Skok 2 | Nota  | Strata | Zwycięzca          |
| ------- | -------------- | ----------- | --------- | ------- | ------ | ------ | ----- | ------ | ------------------ |
| 28.     | 11 lutego 1968 | Grenoble    | Le Claret | ind.    | 75,0   | 67,5   | 193,6 | 22,9   | Jiří Raška         |
| 33.     | 18 lutego 1968 | Grenoble    | Dauphiné  | ind.    | 90,5   | 86,0   | 177,9 | 53,4   | Władimir Biełousow |

### Mistrzostwa świata
| Miejsce | Data           | Miejscowość | Skocznia         | Konkurs | Skok 1 | Skok 2 | Nota  | Strata | Zwycięzca     |
| ------- | -------------- | ----------- | ---------------- | ------- | ------ | ------ | ----- | ------ | ------------- |
| 23.     | 19 lutego 1966 | Oslo        | Midtstubakken    | ind.    | 73,0   | 71,0   | 199,0 | 35,6   | Bjørn Wirkola |
| 33.     | 27 lutego 1966 | Oslo        | Holmenkollbakken | ind.    | 74,5   | 72,0   | 168,7 | 46,6   | Bjørn Wirkola |

### Turniej Czterech Skoczni
Opracowano na podstawie materiałów źródłowych.
| 1963/1964  |                        |           |               |       |
| Oberstdorf | Garmisch-Partenkirchen | Innsbruck | Bischofshofen | klas. |
| 28         | 26                     | –         | –             | b/d   |
| 1964/1965  |                        |           |               |       |
| Oberstdorf | Garmisch-Partenkirchen | Innsbruck | Bischofshofen | klas. |
| 35         | 11                     | 7         | 20            | 13    |
| 1965/1966  |                        |           |               |       |
| Oberstdorf | Garmisch-Partenkirchen | Innsbruck | Bischofshofen | klas. |
| 16         | 7                      | 17        | 9             | 5     |
| 1966/1967  |                        |           |               |       |
| Oberstdorf | Garmisch-Partenkirchen | Innsbruck | Bischofshofen | klas. |
| 17         | 43                     | 53        | 61            | 47    |
| 1967/1968  |                        |           |               |       |
| Oberstdorf | Garmisch-Partenkirchen | Innsbruck | Bischofshofen | klas. |
| 48         | 32                     | 37        | 37            | 28    |
| 1968/1969  |                        |           |               |       |
| Oberstdorf | Garmisch-Partenkirchen | Innsbruck | Bischofshofen | klas. |
| 22         | 23                     | 29        | 23            | 21    |
| 1969/1970  |                        |           |               |       |
| Oberstdorf | Garmisch-Partenkirchen | Innsbruck | Bischofshofen | klas. |
| 27         | 11                     | 14        | 37            | 21    |
| 1970/1971  |                        |           |               |       |
| Oberstdorf | Garmisch-Partenkirchen | Innsbruck | Bischofshofen | klas. |
| 38         | 43                     | 41        | 53            | 43    |